# Xã Oakley, Quận Logan, Kansas
Xã Oakley (tiếng Anh: Oakley Township) là một xã thuộc quận Logan, tiểu bang Kansas, Hoa Kỳ. Năm 2010, dân số của xã này là 2.185 người.